# Różnice pomiędzy Społecznością Chrystusa a Kościołem Jezusa Chrystusa Świętych w Dniach Ostatnich
Różnice pomiędzy Społecznością Chrystusa a Kościołem Jezusa Chrystusa Świętych w Dniach Ostatnich
Społeczność Chrystusa i Kościół Jezusa Chrystusa Świętych w Dniach Ostatnich to dwie największe denominacje, które dzielą wspólną spuściznę po „Kościele Chrystusa” założonym przez Josepha Smitha, Jr. 6 kwietnia 1830. Drogi tych dwóch wyznań rozeszły się po śmierci proroka Smitha w 1844 r. Potem ich nauczanie i praktyki rozwijały się oddzielnie. Podczas gdy Kościół Jezusa Chrystusa Świętych w Dniach Ostatnich posiada obecnie 16 milionów członków, Społeczność Chrystusa liczy ich ok. 250 tysięcy.

## Pisma święte
Natchniony Przekład Biblii wchodzi w skład kanonu Pism Świętych Społeczności Chrystusa, która go po raz pierwszy wydała w 1867 r. Kościół Jezusa Chrystusa Świętych w Dniach Ostatnich uznał jego kanoniczność dopiero pod koniec lat 70. XX wieku, jednak, z powodów historycznych, generalnie preferuje Biblię króla Jakuba. Zarówno Społeczność Chrystusa, jak i Kościół Jezusa Chrystusa Świętych w Dniach Ostatnich uznają Księgę Mormona za świętą księgę, choć Społeczność Chrystusa nie dopuszcza nazywania swoich członków „mormonami”. W skład kanonu obu kościołów wchodzą Nauki i Przymierza. Kościół Jezusa Chrystusa Świętych w Dniach Ostatnich dodał do oryginalnego wydania tej publikacji z 1844 r. tylko kilka załączników, podczas gdy Społeczność Chrystusa usunęła kilka rozdziałów ze swojego wydania i regularnie uzupełnia jego zbiór o natchnione dokumenty współczesnych prezydentów swojego kościoła. W przeciwieństwie do Kościoła Jezusa Chrystusa Świętych w Dniach Ostatnich, Społeczność Chrystusa odrzuca kanoniczność Perły Wielkiej Wartości. Nigdy też nie wydała tego dzieła.

## Sukcesja prorocza
Pierwszych pięciu z siedmiu prezydentów Społeczności Chrystusa, począwszy od 1860 r. było potomkami Josepha Smitha. Podczas gdy kościół ten nigdy nie uznał oficjalnie zasady sukcesji linearnej, naucza jednak, że Joseph Smith, Jr. mianował swojego syna, Josepha Smitha III na swojego następcę. Inaczej jest w Kościele Jezusa Chrystusa Świętych w Dniach Ostatnich, gdzie prawo do wyboru następcy należy się Kworum Dwunastu Apostołów. Zgodnie z tradycją, najstarszy członek tego kworum wybierany jest na prezydenta Kościoła.
Sam założyciel ruchu Świętych w Dniach Ostatnich, Joseph Smith, wydawał się przychylać do koncepcji sukcesji linearnej, o czym świadczy jego odręczny dokument, datowany na 17 stycznia 1844 r., w którym prorok mianował swoim prawowitym następcą najstarszego syna Josepha Smitha III, późniejszego prezydenta Społeczności Chrystusa.
Ostatni kryzys sukcesji w Społeczności Chrystusa zmusił to wyznanie do zastosowania procedury podobnej do tej, którą stosuje od lat Kościół Jezusa Chrystusa Świętych w Dniach Ostatnich. Obecny prezydent, Stephen M. Veazey, został wybrany przez Kworum Dwunastu, w konsekwencji odmowy wybrania swego następcy przez Granta McMurraya.

## Nauka Adam-Bóg i pojednanie przez krew
Nauka o tym, że Adam był Bogiem nigdy nie była głoszona w Społeczności Chrystusa. Chociaż obecnie także Kościół Jezusa Chrystusa Świętych w Dniach Ostatnich odżegnuje się od tej doktryny, jednak jego historyczni przywódcy, m.in. Brigham Young przez długi okres byli zwolennikami tego dogmatu. Społeczność Chrystusa w żadnym okresie swego istnienia nie popierała nauki o pojednaniu przez krew.

## Wieczny postęp

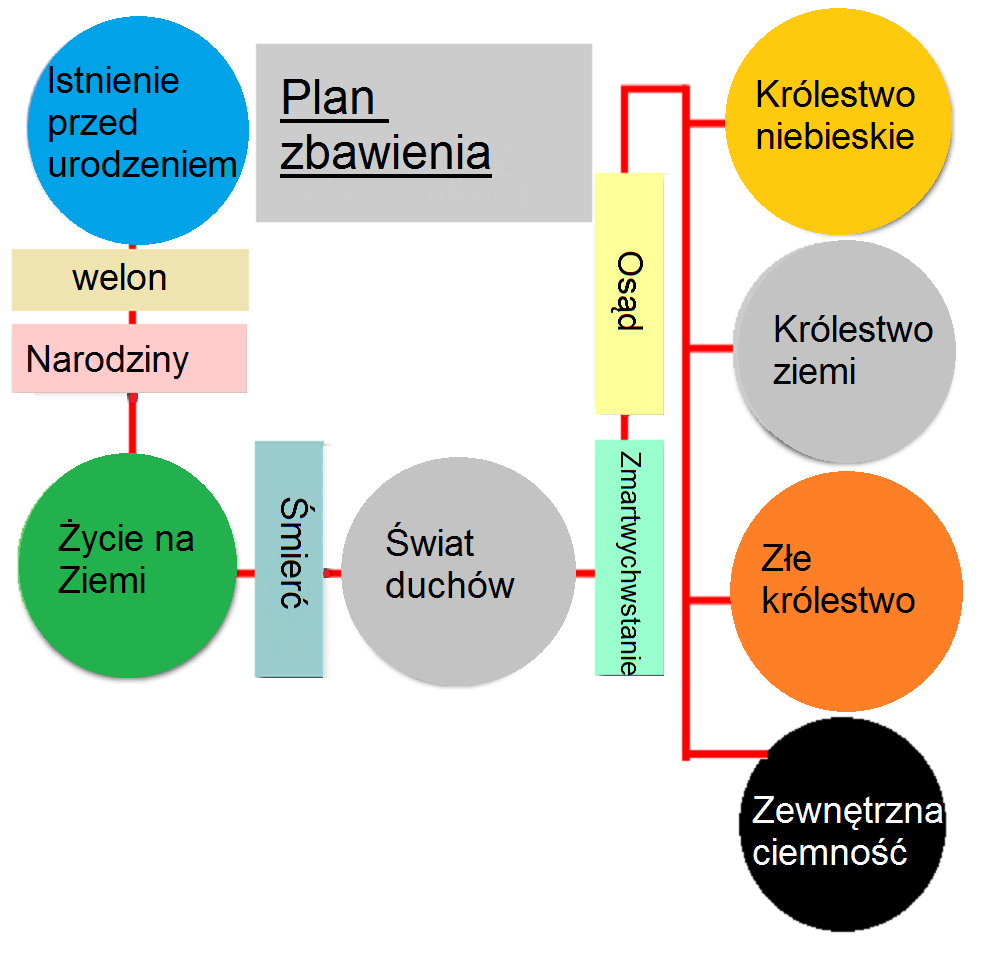
Plan zbawienia Kościół Jezusa Chrystusa Świętych w Dniach Ostatnich.

Kościół Jezusa Chrystusa Świętych w Dniach Ostatnich naucza, iż wszyscy ludzie istnieli przed swoim narodzeniem jako duchy w niebie. Duchy te zostały spłodzone przez Boga Ojca i narodzone z Niebiańskiej Matki. Następnie, aby móc być w przyszłości wyniesieni na pozycje boskie, muszą przychodzić na Ziemię, rodzić się w ludzkich ciałach, odpokutować za grzech i uczestniczyć w obrzędach świątynnych. Podczas zmartwychwstania staną się oni takimi, jakimi obecnie jest Bóg Ojciec i będą mogli mieć jak On nieograniczoną liczbę duchowych dzieci. Doktryna ta nazwana jest wiecznym postępem i jest mormońskim wykładem teologii zbawienia. Społeczność Chrystusa odrzuca taki pogląd, podpisując się pod typową chrześcijańską wizją człowieka, jego stanowiska i przeznaczenia.

## Bóstwo
Społeczność Chrystusa jest wyznaniem trynitarnym, wierzącym podobnie, jak reszta chrześcijaństwa w Trójjedynego Boga. Kościół Jezusa Chrystusa Świętych w Dniach Ostatnich postrzega Bóstwo, jako trzy fizycznie odrębne byty (tryteizm).

## Wiara a uczynki
Doktryna LDS naucza, że każdy człowiek zostanie osądzony na podstawie swoich uczynków, podczas gdy Społeczność Chrystusa skłania się ku nauce o usprawiedliwieniu z łaski, zakładając, iż ludzie zostaną osądzeni zgodnie z tym, „jak odpowiedzieli na Boże wezwanie”.

## Dostępność władzy kapłańskiej
Kościół Jezusa Chrystusa Świętych w Dniach Ostatnich udostępnia władzę kapłańską jedynie mężczyznom, zaś do roku 1978 kapłanami nie mogli być ludzie rasy czarnej jako „potomkowie Kaina”. Społeczność Chrystusa od początku swego istnienia wyświęcała do kapłaństwa ludzi wszystkich ras, zaś od 1984 r. udziela władzy kapłańskiej kobietom.

## Obrzędy w świątyni
Mormońska teologia jest oparta na doktrynie wiecznego postępu (patrz wyżej). Zgodnie z nią, jednym z warunków wyniesienia jest uczestniczenie w obrzędach świątynnych, które są dostępne mormonom oraz osobom zmarłym. Do obrzędów tych zaliczamy: endowment, małżeństwo na wieczność oraz chrzest za zmarłych. Wszystkie te ceremonie są objęte tajemnicą i nie można o nich rozmawiać poza świątynią. Społeczność Chrystusa nie praktykuje tych, ani żadnych innych tajemniczych obrzędów i ceremonii, a co za tym idzie świątynie są otwarte dla wszystkich ludzi. Większość członków Społeczności Chrystusa uznaje fakt, iż Joseph Smith popierał przez pewien czas niektóre z tych praktyk, niekoniecznie jednak w takiej postaci, jaką przyjęł na przestrzeni lat w Kościół Jezusa Chrystusa Świętych w Dniach Ostatnich. Tłumaczy się to tym, iż podobnie, jak niektórzy ze starożytnych proroków Izraela, Joseph Smith na pewien czas zboczył z właściwej drogi.

## Szafarstwo
Tradycyjnie Społeczność Chrystusa naucza, że dziesięcina powinna być oddawana jako jedna dziesiąta dyskrecyjnego dochodu. Kościół Jezusa Chrystusa Świętych w Dniach Ostatnich wyznaje zasadę, iż powinna to być jedna dziesiąta łącznego dochodu. Ostatnio jednak, Społeczność Chrystusa przyjęła program znany jako Odpowiedź Ofiarnych Uczniów, który bardziej opowiada się za ofiarnością, niż obowiązkiem rozliczania się z dochodu.

## Odstępstwo i przywrócenie
Kościół Jezusa Chrystusa Świętych w Dniach Ostatnich naucza, że Joseph Smith, Jr. przywrócił pełnię ewangelii i Kościół po długich wiekach odstępstwa i upadku chrześcijaństwa. Nieco inaczej postrzegane jest to zagadnienie w Społeczności Chrystusa. Barbara McFarlane Higdon w artykule odnośnie do wiary i zasad Kościoła nazwała Społeczność Chrystusa „wyjątkowym członkiem ciała Chrystusa, którym jest powszechna społeczność wierzących”. Społeczność Chrystusa pozytywnie postrzega dialog między różnymi wyznaniami, niemniej jednak, „niezłomnie wierzy w pierwszeństwo współczesnego objawienia zamiast sztywności zasad wiary”.